# Terapeutiskt samhälle
Terapeutiskt samhälle är en organisationsform för psykiatrisk vård och behandling av missbrukare. Den skiljer sig från sjukvårdens vanliga genom total demokrati mellan personal och patienter, fullt ansvarstagande hos patienterna och öppen kommunikation i det dagliga arbetet.
Det terapeutiska samhället utvecklades inom den brittiska arméns psykiatriska enheter under andra världskriget och överfördes till den civila psykiatrin av bl. a. den skotske psykiatern Maxwell Jones.
I Skandinavien har vårdformen framför allt tillämpats på vårdinstitutioner för alkohol- och narkotikamissbrukare, i enstaka fall även på psykiatriska kliniker, där man dock vanligen i stället inriktar sig på terapi med hjälp av miljön, nämligen miljöterapi eller enbart terapeutisk miljö.   I Sverige finns några få enheter som delvis drivs som terapeutiska samhällen, bl. a. Hasselakollektivet i Hälsingland och Hindbyhemmet i Malmö.
Resultaten av olika studier visar att det inte finns mycket stöd för att miljöterapi i form av terapeutiska samhällen är bättre än annan institutionsbehandling, eller för att en sorts terapeutiskt samhälle är bättre än någon annan. Terapeutiska samhällen i fängelse kan vara bättre än enbart fängelse, men mer forskning behövs innan man kan dra säkra slutsatser. Samtliga studier i översikten är gjorda i USA där den hierarkiska modellen av miljöterapi är vanligare än i Europa och Sverige. Detta, plus det faktum att insatsernas innehåll varierar både i de ingående studierna och i svenska miljöterapeutiska verksamheter, gör det svårt att säga hur relevanta resultaten är för svenska förhållanden.